# Ikhmindi
Koordinaten: 23° 1′ 12,4″ N, 32° 38′ 15,6″ O
Ikhmindi, auch Iḫmindi; war eine im 6. Jahrhundert n. Chr. gegründete befestigte Stadt am Nil im heutigen Süden Ägyptens. Bis zur Überflutung durch den Nassersee in den 1960er Jahren zählte der Ort zu den am besten erhaltenen frühchristlichen Siedlungen in Unternubien.

## Lage
Ikhmindi lag nördlich des antiken Siedlungsgebietes von Sayala am linken, westlichen Ufer des Nil etwa 120 Kilometer Luftlinie südlich von Assuan und knapp 40 Kilometer südlich von Sabagura, einer Festungsstadt vergleichbarer Größe. Wenige Kilometer flussabwärts mündete das Wadi Allaqi von Osten in das Niltal. Hier zweigte eine alte Karawanenroute Richtung Rotes Meer ab, die Stadt selbst lag nicht an einer Karawanenstraße. In ptolemäischer Zeit verlief die Grenze zwischen Ägypten und Nubien ungefähr bei Ikhmindi. Nachdem der römische Präfekt Petronius 23 v. Chr. das weiter südlich gelegene befestigte Qasr Ibrim eingenommen und für zwei Jahre eine Garnison stationiert hatte, zogen sich die Römer auf die alte Grenze zurück und hielten al-Maharaqqa wenige Kilometer nördlich von Ikhmindi als Grenzort der Provinz Aegyptus.

## Forschungsgeschichte
Die ersten Skizzen fertigte 1900 Ludwig Borchardt an; E. Somers Clarke veröffentlichte 1912 seine archäologischen Untersuchungen. 1928 bis 1934 veranlasste die ägyptische Altertumsbehörde Ausgrabungen in Unternubien, die vom italienischen Außenministerium unterstützt wurden. Der Leiter für die Arbeiten war Ugo Monneret de Villard. Die umfänglichsten Grabungen führte 1958/59 ein von Sergio Donadoni und Arturo Stenico geleitetes Team der Universität Mailand durch. Sie fertigten einen detaillierten Gesamtplan der Siedlung an. Dies geschah unter der Trägerschaft der Egypt Exploration Society im Rahmen der UNESCO-Rettungsaktion kurz vor der Überflutung durch den Nassersee. Friedrich Wilhelm Deichmann und Peter Grossmann vom Deutschen Archäologischen Institut besuchten den Ort Anfang 1964 auf einer kurzen Reise.

## Stadtbild
Die Gründung der Siedlung kann auf die zweite Hälfte des 6. Jahrhunderts eingegrenzt werden, da sie in einer griechischen Gründungsinschrift aus dieser Zeit erwähnt wird. Von der nahezu quadratischen ummauerten Stadtanlage waren Anfang der 1960er Jahre noch große Teile der etwa 120 × 120 Meter messenden Festungsmauer und die Ruinen zahlreicher Wohngebäude erhalten. Zweck der Befestigungsanlage laut der Inschrift sei, „Menschen und Tieren Schutz zu bieten“. Damit ist die hauptsächliche Funktion genannt, die auch die Befestigungen von Sabagura, Kalabscha und Sheik Daud gehabt haben dürften. Es ging für die örtliche Bevölkerung um die Abwehr von Überfällen durch Nomaden und nicht um die Sicherung einer Handelsroute. Nur die Stadtmauer von Faras stammte aus kuschitischer Zeit, die anderen Orte wurden dagegen ebenfalls im Lauf des 6. Jahrhunderts ausgebaut und befestigt. Auf eine übergeordnete, staatliche Organisation der Städte, wie sie im Byzantinischen Reich bestand, kann daraus jedoch nicht geschlossen werden.
Der Ort lag günstig auf einem niedrigen, zum Nil steil abfallenden Hügel, der zwischen dem Nil und einem toten Seitenarm eine nach Süden vorgeschobene schmale Halbinsel bildete, so dass es nur von Norden einen Zugang gab. Der östliche Teil der Stadtmauer und ein dahinter liegender 20 bis 30 Meter breiter Streifen der Siedlung waren durch einen Erdrutsch abgestürzt. Es gilt als gesichert, dass wie an den übrigen Seiten auch an der Ostseite die Stadtmauer durch quadratische Ecktürme gesichert war. Im Norden und Süden befanden sich Torvorbauten, deren Eingänge Richtung Osten wiesen. Wie in Sabagura führte der Weg im rechten Winkel in die Stadt, wie dort war in Ikhmindi die Außenseite der Mauer leicht geböscht. Die zusätzlichen Versteifungen durch Strebemauern fehlten jedoch. Die gesamte Mauer bestand aus Bruchsteinen, lediglich um auf der Mauerkrone einen ebenen Wehrgang herzustellen, wurden Lehmziegel verwendet. Der Wehrgang war durch eine 75 Zentimeter dicke Brüstung geschützt. An der Westmauer dienten zwei, an der Nord- und Südmauer jeweils ein Turmvorbau zusätzlich zu den Torbauten der Verteidigung. Ihre Entfernung zwischen 30 und 40 Meter entsprach der Weite eines Pfeilschusses.
Sofern die Lage der Straßen im Innern bestimmt werden konnte, ergab sich zwischen der dichten Bebauung ein nicht sehr regelmäßig durchgehaltenes, in seinen Grundzügen geplantes Straßengitter. Typisch für nubische Siedlungen war eine Ringstraße parallel zur Umfassungsmauer. Die gerade, nord-südlich verlaufende Hauptstraße war in ihrem mittleren Bereich durch die Zentralkirche unterbrochen, die wohl vor der Planung der Straßen errichtet worden war und nun das Stadtzentrum bildete. Weitere Straßen erschlossen unterschiedlich große Stadtbezirke (insulae). Die Anordnung der Häuser spricht für ein späteres, ungeplantes, allmähliches Zusammenwachsen. Die Straßen waren alle schmal und ungepflastert. Offensichtlich nach Fertigstellung der Häuser wurde an einigen Stellen der enge Straßenraum dazwischen durch ein nubisches Tonnengewölbe abgedeckt. Die Auflager für die Gewölbe fehlten an vielen Hauswänden und mussten durch nachträglich vorgesetzte Mauern hergestellt werden. Eine solche Überdachung gab es an anderen Orten nicht. Ihre Anbringung geschah wohl überwiegend auf Veranlassung der jeweiligen Hausbewohner, was manche Unregelmäßigkeiten bei der Ausführung erklären würde.
Die aneinander gebauten Wohnhäuser bestanden aus zwei bis drei kleinen, langrechteckigen Räumen. Sie waren in der Sockelzone meist aus Bruchsteinen und in den obere Wandteilen und Gewölbedecken aus Lehmziegeln gemauert. Manche Häuser ließen zwei Bauphasen erkennen. Die ältesten Gebäude verfügten über so geringe Wandstärken, dass sie nur mit einem Flachdach aus Palmstämmen gedeckt gewesen sein konnten. Um bei einem späteren Umbau ein Gewölbe aufsetzen zu können, musste erst durch Verstärkung der Wände ein Auflager geschaffen werden. Bei einigen Gebäuden führten gerade oder zweiläufige Treppen zu einem in manchen Fällen erst nachträglich aufgesetzten Obergeschoss. Abgesehen von wenigen Fischerhütten am Nilufer lagen alle Wohngebäude innerhalb der Stadtmauern.

### Zentralkirche
Die von den Italienern 1958/59 vollständig freigelegte Zentralkirche lag auf einer etwas erhöhten Felsplatte an der Hauptachse zwischen den beiden Stadttoren. Die innerhalb eines etwa 14 × 10 Meter großen Rechtecks gelegene Apsis wurde mehrmals umgebaut. Beim ältesten Bau aus Lehmziegeln schob sich die zentrale Apsis als stumpfwinkliges Rechteck über die Ostwand hinaus. Später wurden im Zuge eines vollständigen Neubaus der Außenwände aus Sandstein die beiden Seitenräume bis zu einer geraden Ostwand hinaus verlängert, und die Apsis erhielt an der Innenseite eine halbrunde Wandschale. Die beiden Eingänge befanden sich typischerweise im westlichen Bereich der Nord- und Südseite gegenüber. An der Westwand war vom Kirchenschiff (Naos) in jeder Ecke ein etwa quadratischer Nebenraum abgeteilt, im südlichen Raum lag der Aufgang zum Obergeschoss. Von diesen Einbauten sowie von mutmaßlich vorhandenen Mittelpfeilern fand bereits Ugo Monneret de Villard Anfang der 1930er Jahre keine Reste mehr. Im Unterschied zu anderen nubischen Kirchen (wie der hiesigen Südkirche und derjenigen von Sabagura) fehlte ein Verbindungsgang zwischen den Nebenräumen hinter der Apsis. Die erste Phase wird in die Gründungszeit des Ortes und die beginnende Christianisierung, also in das 6. Jahrhundert datiert. Auf den Durchgang hinter der Apsis wurde allgemein erst ab der Mitte des 8. Jahrhunderts verzichtet. Die letzte Phase war der Einbau des Apsisrundes.

### Südkirche
Die Reste der dreischiffigen Südkirche wurden im Süden außerhalb der ummauerten Stadt freigelegt. Der rechteckige Grundriss von etwa 12,5 × 9,5 Meter folgte der üblichen nubischen Einteilung mit Eingängen im westlichen Bereich der beiden Längsseiten, zwei Nebenräumen an der Westwand, davon der südliche als Treppenraum, und vier rechteckigen Pfeilern in der Mitte des querrechteckigen Kirchenschiffs. Die östlichen Nebenräume waren durch einen Gang hinter der halbrunden Apsis miteinander verbunden. Entsprechend der Apsisbreite ergab sich gegenüber den Seitenschiffen ein etwas breiteres Mittelschiff. Die Apsisrundwand war bis zum Ansatz der Wölbung erhalten. Teile einer niederen, den Chorraum abgrenzenden Mauer (ḥiǧāb) waren ebenfalls erhalten. Die Außenwände bestanden bis zu Höhen von 1,5 Meter aus Sandstein, oberhalb aus Lehmziegeln. Apsis und Innenwände waren ganz aus Lehmziegel. Die Frage der Datierung wird unterschiedlich beantwortet. Arturo Stenico gibt die zweite Hälfte des 6. Jahrhunderts an. William Y. Adams (1965) vermutet eine Bauzeit zwischen dem 7. und 9. Jahrhundert, und Peter Grossmann hält aufgrund einer Zentralkuppel über den Mittelpfeilern das 9. Jahrhundert für wahrscheinlich. Als Überdeckung der Seitenschiffe werden Tonnengewölbe angenommen.

## Bauinschrift von Ikhmindi
1958 wurde in der Südkirche eine undatierte griechische Gründungsinschrift gefunden, in der neben dem König Basileus Tokiltoeton und mehreren Würdenträgern ein Exarch (Militärführer, Gouverneur) Joseph von Talmis (Kalabscha) genannt wird. Dieser wird auch zusammen mit dem Bischof Theodoros von Philae in der von König Eiparnome entweder 559 oder 574 in Auftrag gegebenen Inschrift erwähnt, die anlässlich der Umwidmung des Tempels von Dendur in eine Kirche dort aufgestellt wurde. Die schriftliche Ankündigung markiert den Beginn der breiten Christianisierung Unternubiens und fällt in die Zeit der unter dem oströmischen Kaiser Justin II. (reg. 565–578) durchgeführten ersten christlichen Mission nach Nubien.
Bischof Theodoros von Philae war maßgeblich für die Christianisierung Nubiens verantwortlich. Gemäß einer weiteren Inschrift aus Philae, die von ihm beauftragt wurde und 577 datiert ist, lebte er noch in diesem Jahr. Um diese Zeit muss folglich auch die Inschrift von Ikhmindi angefertigt worden sein. In die Südkirche war sie sicherlich in einer späteren Zeit verbracht worden. Ursprünglich dürfte sie am Südtor angebracht gewesen sein. Es wird ein „Bauwerk“ beschrieben, das unter Basileus Tokiltoeton und dem Exarchen gegründet wurde. Damit ist die Umfassungsmauer von Ikhmindi auf die zweite Hälfte des 6. Jahrhunderts datiert. Aus der Interpretation der zahlreichen byzantinischen Ehrentitel, die der Herrscher sich anhängen ließ und mit denen sich auch andere nubische Würdenträger schmückten, ergibt sich ein starker byzantinischer Einfluss auf die Kultur. Ein politischer Einfluss aus Konstantinopel auf die Verwaltung muss damit nicht zusammenhängen, die Titelvergabe scheint eher eine Übernahme der ägyptischen Bürokratie gewesen zu sein.